# Abbazia di Cassinelle
I ruderi del piccolo complesso abbaziale di Cassinelle (nome che deriva dal ligure “cascinélle”, cioè piccoli cascinali), si trovano nel comune di Genova, nell'entroterra del quartiere di Sestri Ponente, a 378 m slm, su un pianoro nell'alta valle del torrente omonimo (che unendosi poco più a valle con il rio Bianchetta, forma il torrente Chiaravagna, che attraversa Sestri Ponente).

## Descrizione
L'abbazia, costituita dalla piccola chiesa di Santa Maria e da alcuni edifici un tempo adibiti ad abitazioni, stalle e fienili, era un antico "hospitale" con stazione di posta sulla strada che da Sestri Ponente, passando per il valico di Lencisa, portava alle Capanne di Marcarolo (antico luogo di scambi commerciali tra mercanti liguri e piemontesi) e da qui alla pianura piemontese, intorno ad Alessandria.
La chiesa, il cui tetto è oggi crollato, a navata unica, aveva l'ingresso rivolto a nord. A sinistra dell'ingresso si trova una tomba ad arcosolio, in marmo e ardesia, della nobile famiglia genovese dei Grimaldi, risalente al 1332, come risultava da un'epigrafe oggi scomparsa, ma riportata nel Giornale degli Studiosi del 18 marzo 1871. Al di sotto della chiesa si trova un locale con 32 loculi, preceduto da un altro locale dove era un piccolo altare.
Antistante la chiesa si apre un'ampia zona pianeggiante, sul quale si affacciano altri fabbricati a destinazione abitativa e una torretta di avvistamento. Quest'ultima ha piccole finestre rettangolari su tutti i lati e una merlatura a coronamento della copertura. La torretta per la sua posizione consentiva il completo controllo della strada che saliva all'abbazia.

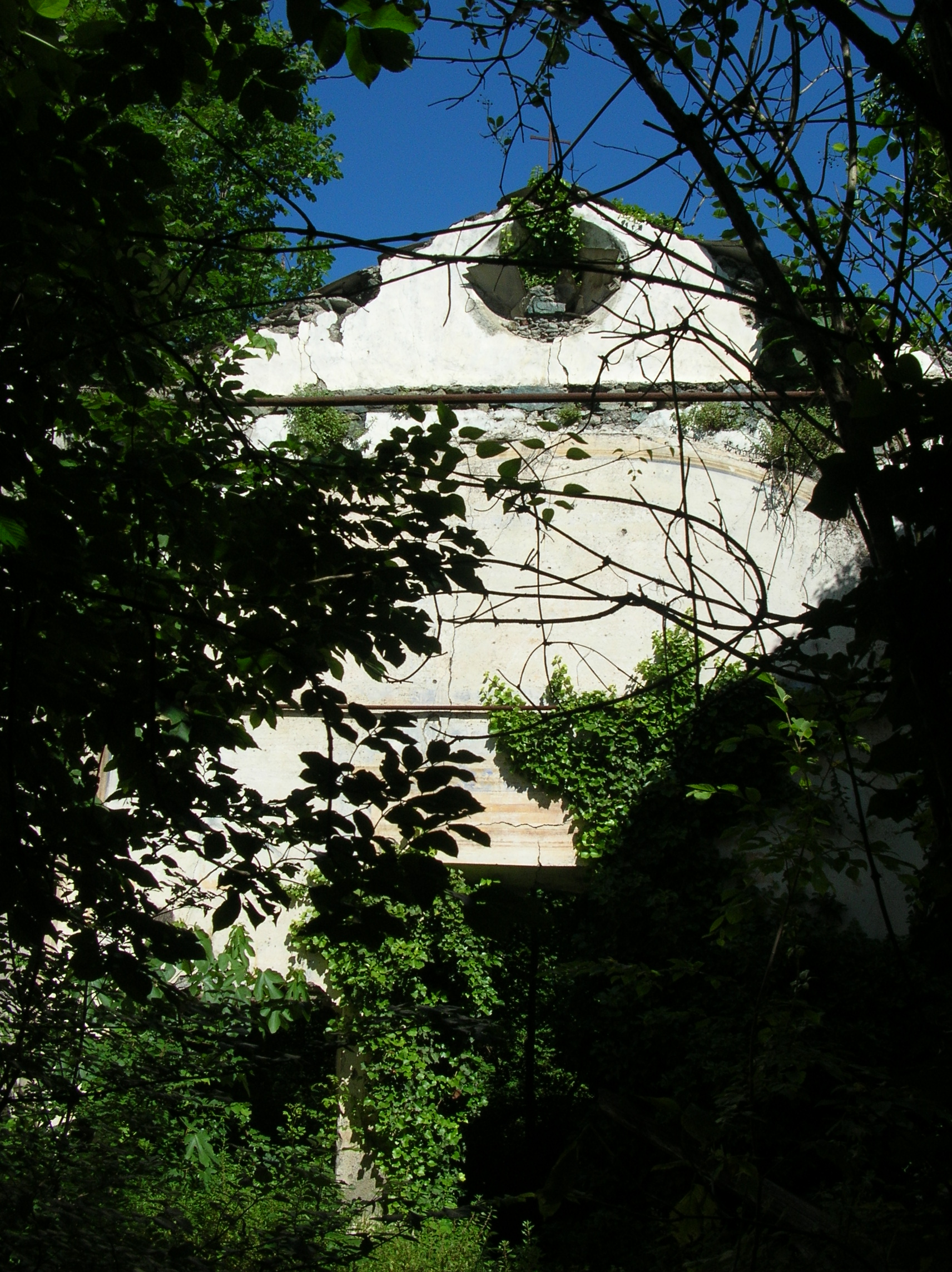
La facciata della chiesa (giugno 2008)
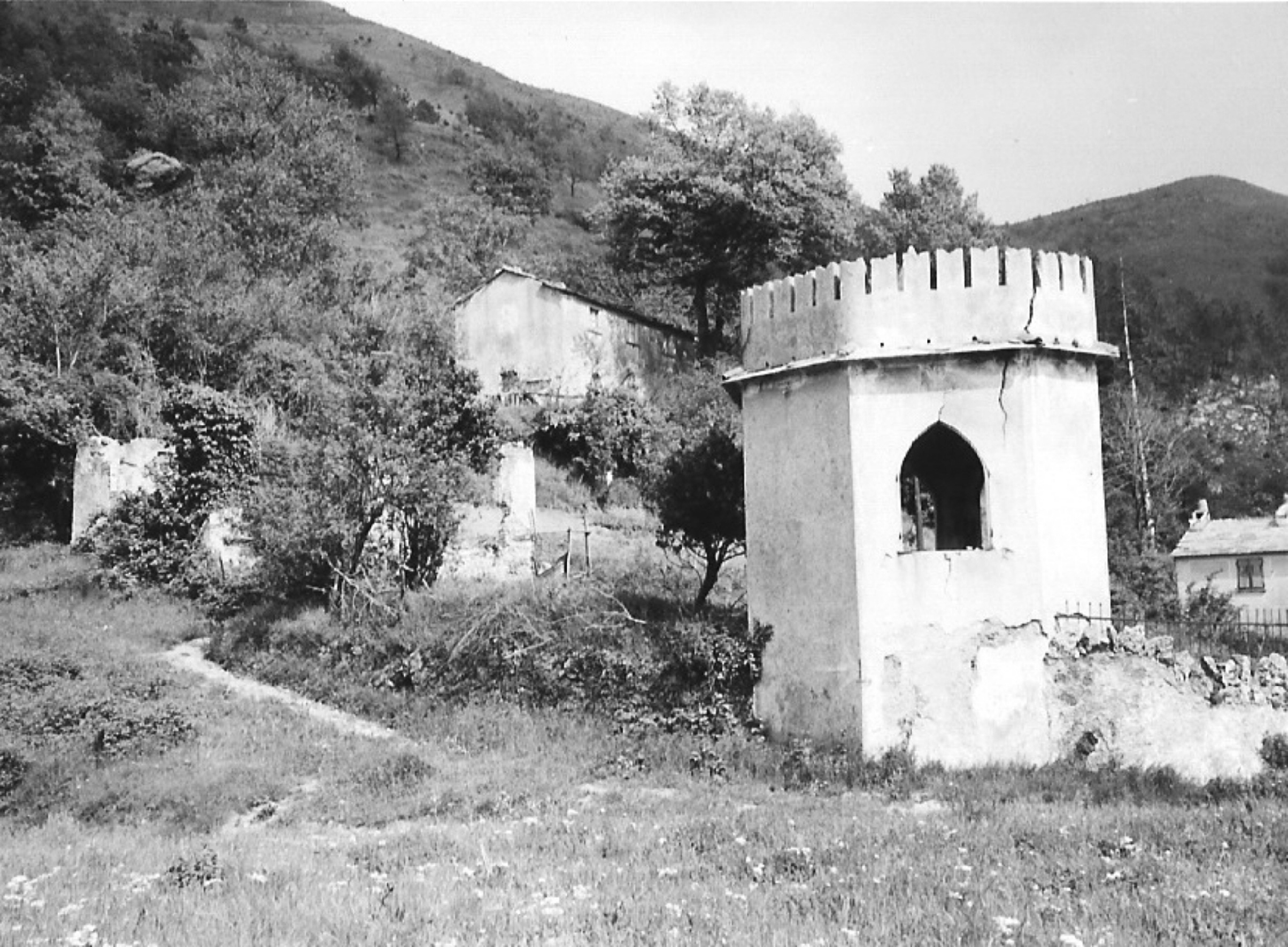
La torretta nel 1973
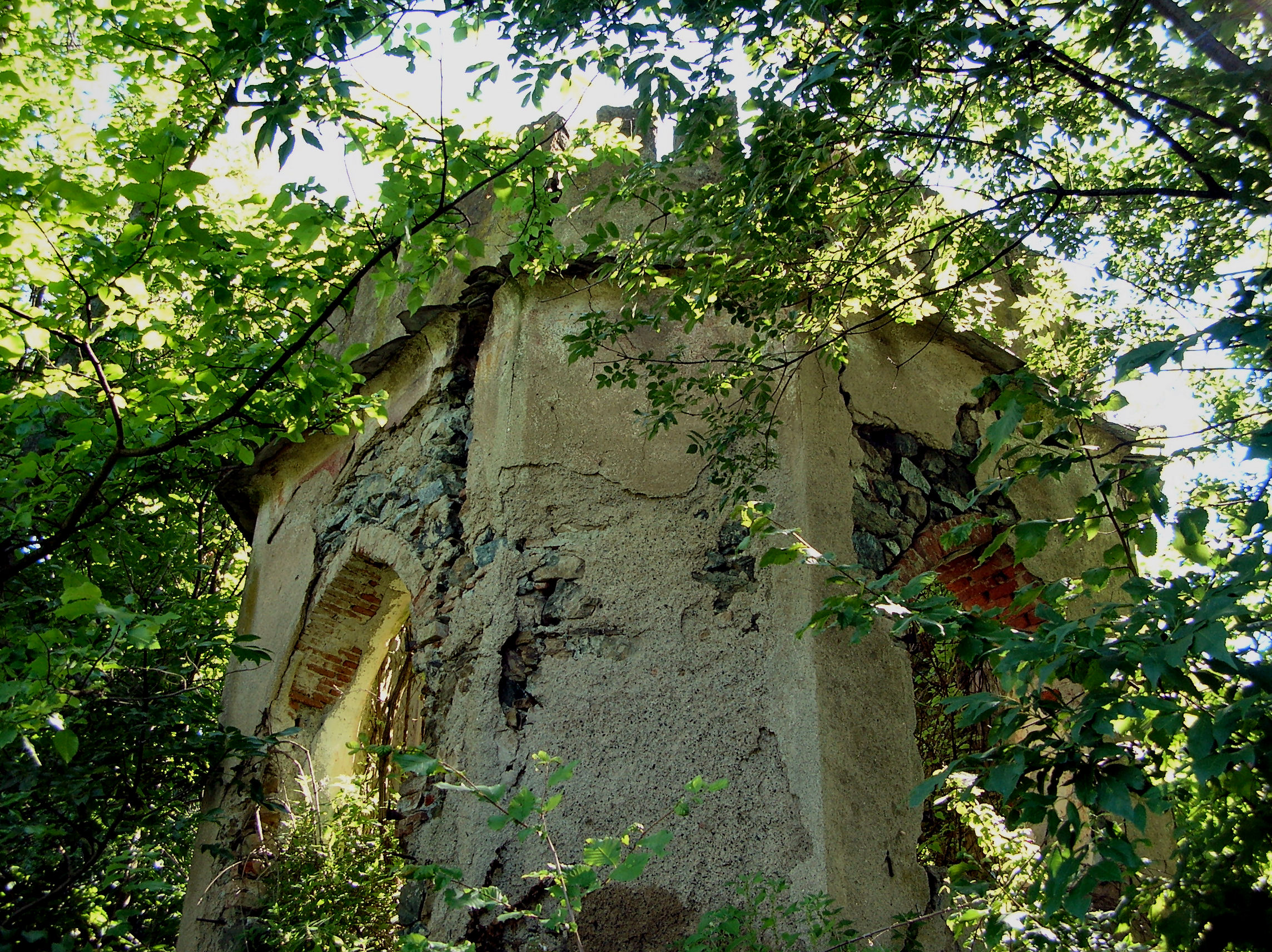
La torretta nel 2008

## Storia
Sembra che il luogo fosse una stazione di posta già in epoca romana, ma il più antico documento riguardante la comunità religiosa dell'area di cui si ha notizia risale probabilmente al 1189, quando in un atto notarile compare il nome di "Raimondo, priore di Cassinelle", che aveva intercesso per ottenere dall'arcivescovo Bonifacio il permesso di costruire un edificio religioso. In successivi atti notarili del 1267 e del 1276, inoltre, si fa riferimento a pigioni e lasciti devoluti ai frati eremiti di Monte Timone, il rilievo su cui sorge l'abbazia. Nel 1272 era in possesso dei "frati de Timono", mentre nel 1299 era passata ai "fratelli di S. Maria di Cassinellis".
All'inizio del XIV secolo gli stessi frati eremiti donarono il sito ai canonici regolari di Santa Croce di Mortara, i quali nel 1308 ampliarono il romitorio fondandovi la chiesa di "Santa Maria del Piano (ossia delle Cassinelle)", come riportato in un'epigrafe che si trovava sul muro della chiesa, oggi scomparsa, ma ancora presente nel 1871:
La chiesa fu completata dopo un anno di lavori; nel XIV secolo nella cripta sottostante furono sepolti alcuni membri della famiglia Grimaldi.

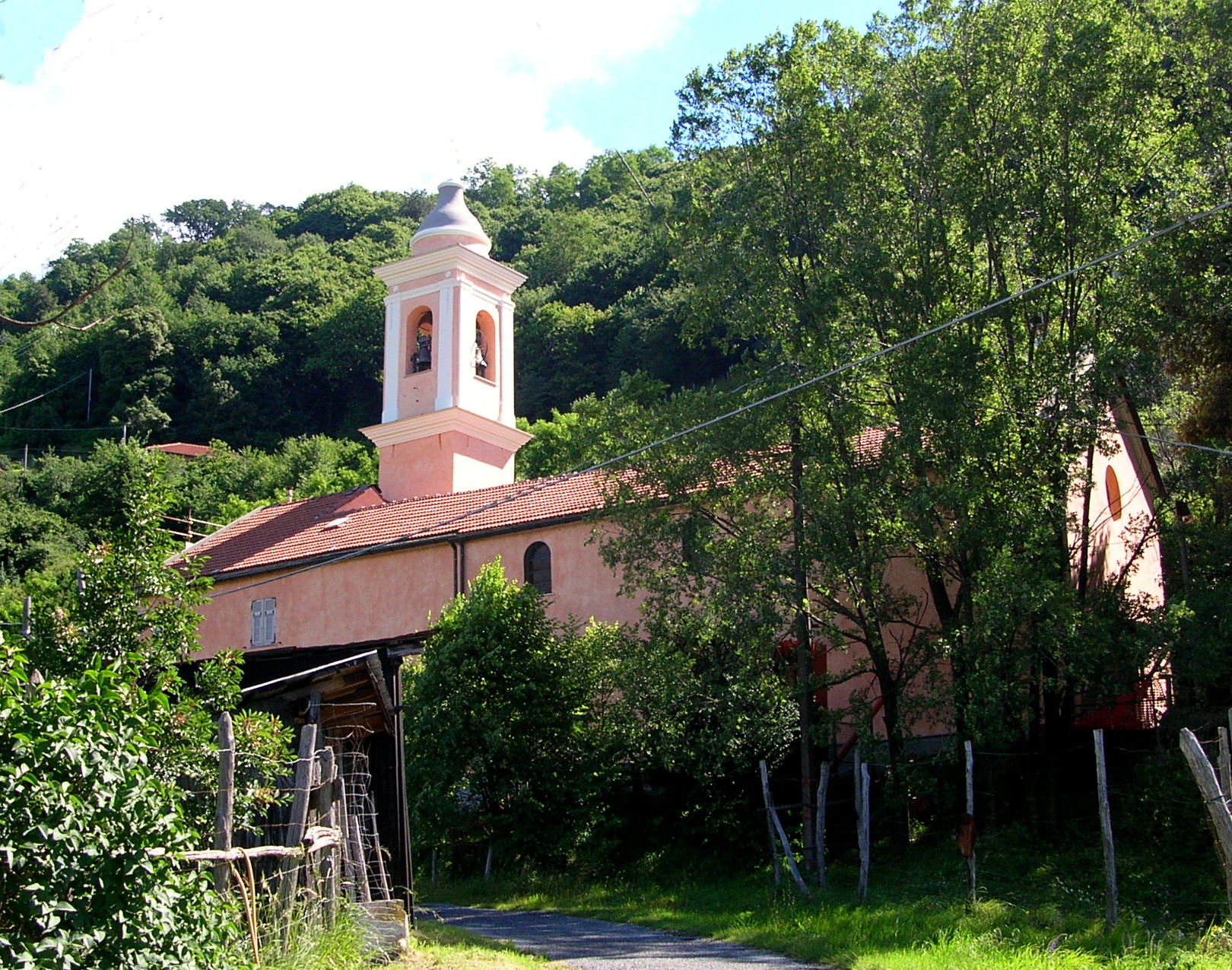
La chiesa di San Pietro ai Prati

Nel frattempo, la congregazione mortariense era in graduale decadenza in tutto il territorio, tanto che il Papa Nicolò V la soppresse sul finire della prima metà del 1400. Così, dopo alcuni anni di sostanziale autonomia dell'abbazia, i benedettini dell'abbazia di San Nicolò del Boschetto ne richiesero e ottennero l'unione nel 1451, sancendo la fine dell'autonomia amministrativa del monastero e il passaggio dai mortariensi ai benedettini. In seguito il complesso passò al clero secolare e, fra il 1519 e il 1771, divenne commenda dei Fieschi e subì anche danni durante l'occupazione austriaca del 1746-1747 (guerra di successione austriaca), perdendo la sua funzione di ospitale e stazione di posta, trasferita nella vicina località di San Pietro ai Prati, in posizione più protetta dai venti, nella valle del rio Bianchetta.
In seguito alla soppressione degli enti ecclesiastici, nel 1861 il complesso passò al demanio e fu venduto in asta pubblica a privati (famiglia Conte, operante nel settore delle cave), che integrarono nell'edificio di culto le funzioni di cappella funeraria di famiglia restaurando le strutture. Utilizzato come abitazione rurale, il complesso fu poi abbandonato nel corso del XX secolo, ma intorno agli anni settanta era ancora in discrete condizioni di conservazione, come testimoniano le fotografie, scattate nel 1973.

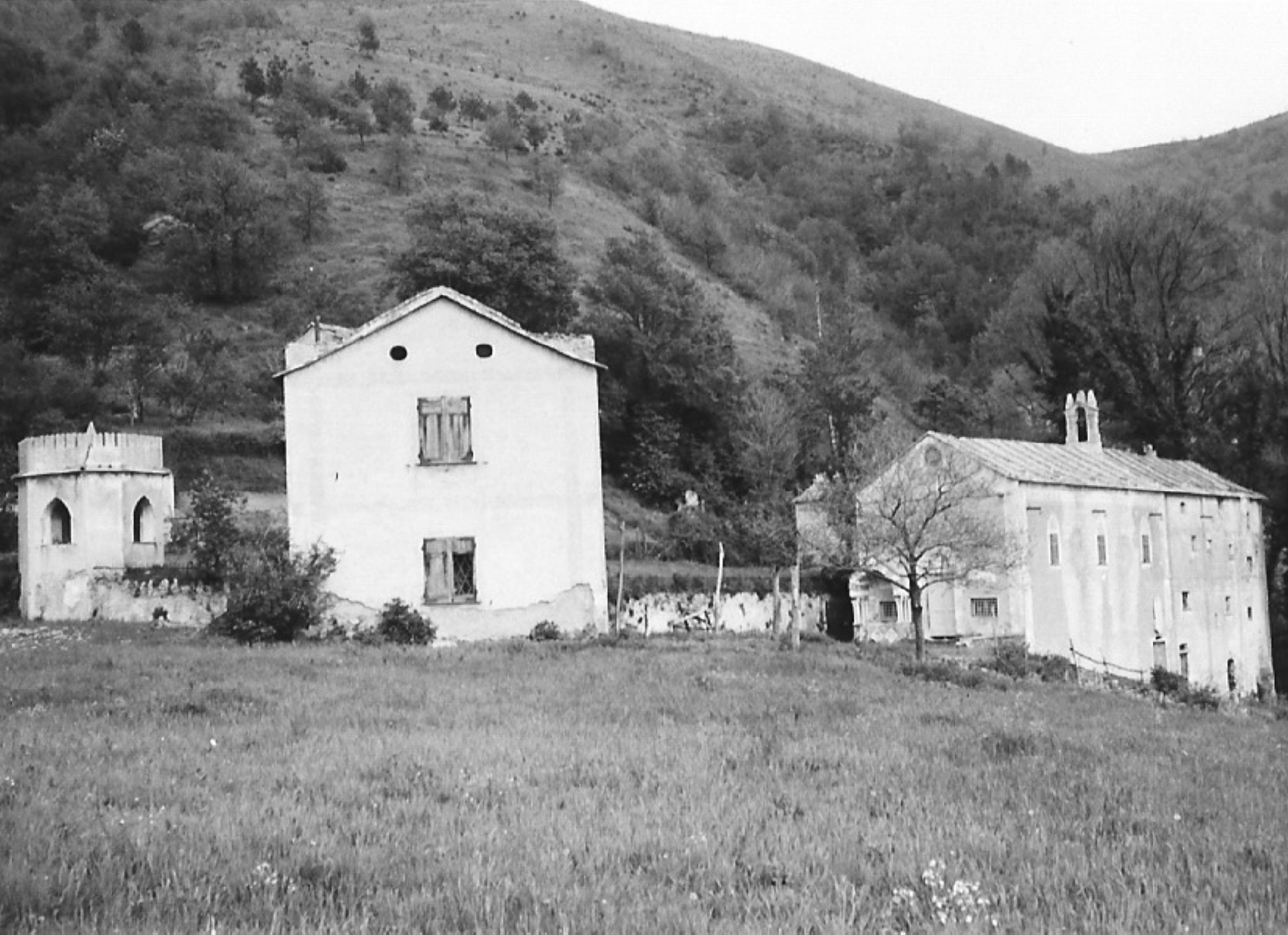
Veduta d'insieme del complesso abbaziale
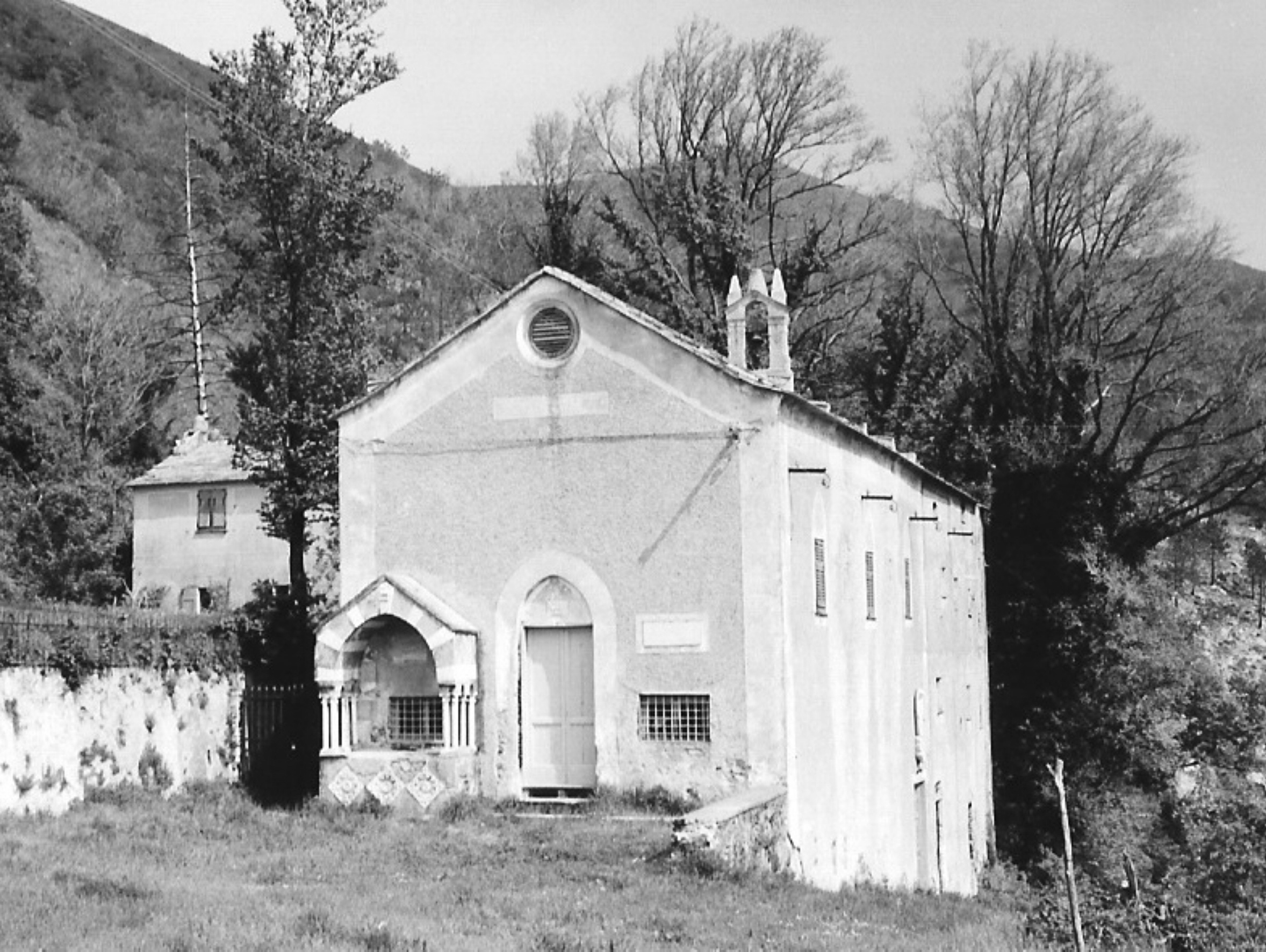
Chiesa di Cassinelle
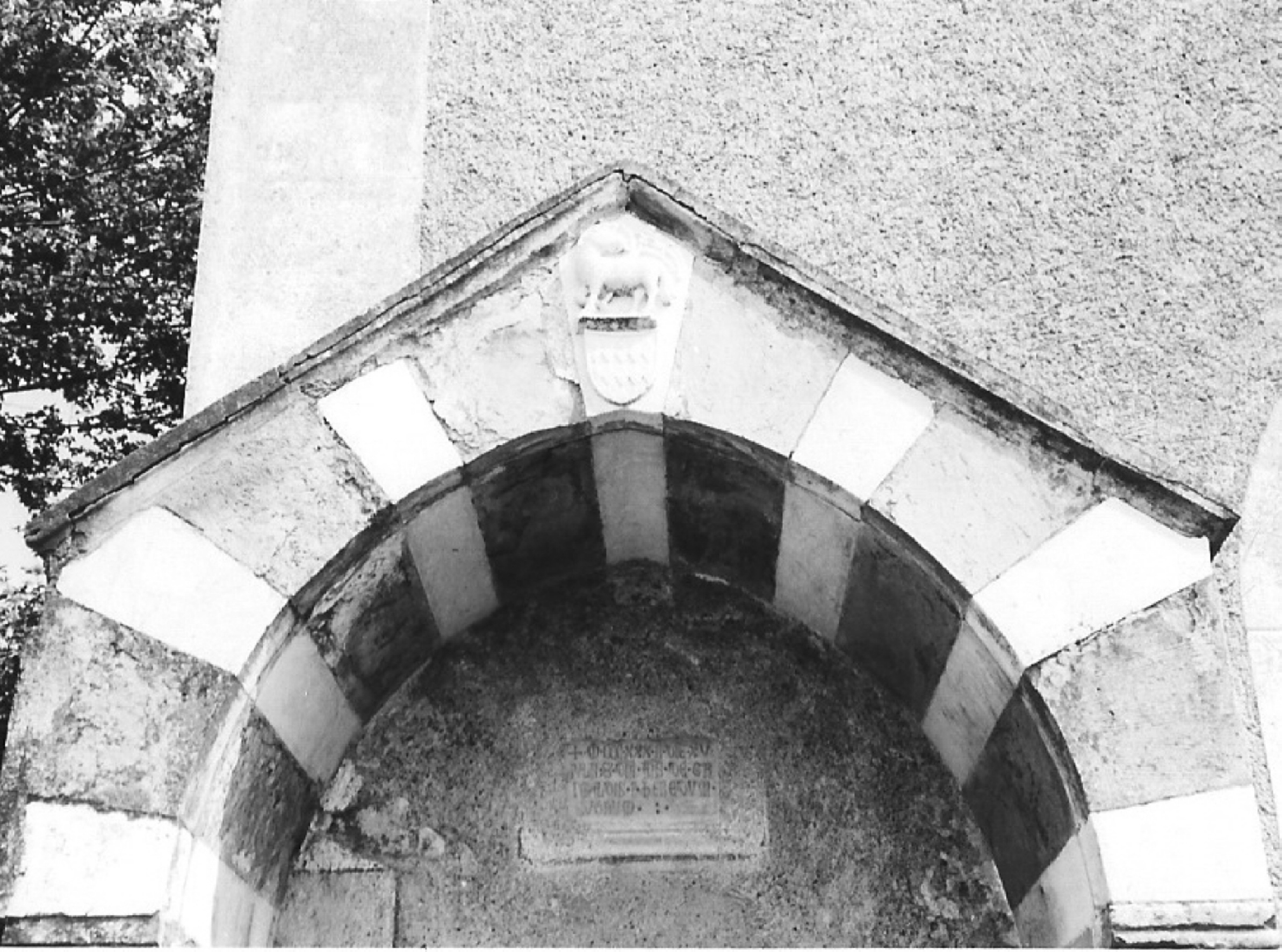
Particolare della tomba ad arcosolio che si trovava presso l'ingresso della chiesa

Gli immobili tornarono al demanio dello stato nel 1975 per la rinuncia degli eredi alla morte dell'ultimo discendente della famiglia Conte.
Negli anni ottanta subì gravi danni per azioni vandaliche e andò incontro a un grave degrado, con il crollo del tetto della chiesa, della quale restano solo i muri perimetrali e la cripta, posta al piano inferiore che, pur integra nelle strutture murarie, si presenta con le lapidi divelte e spezzate e gli altari distrutti (le salme che vi erano inumate furono trasferite altrove dopo i primi atti vandalici). Le fotografie, scattate a giugno 2008, testimoniano lo stato di degrado del complesso. Un recupero anche parziale del sito, ridotto oggi a pochi ruderi nascosti dalla vegetazione, non è mai stato programmato.

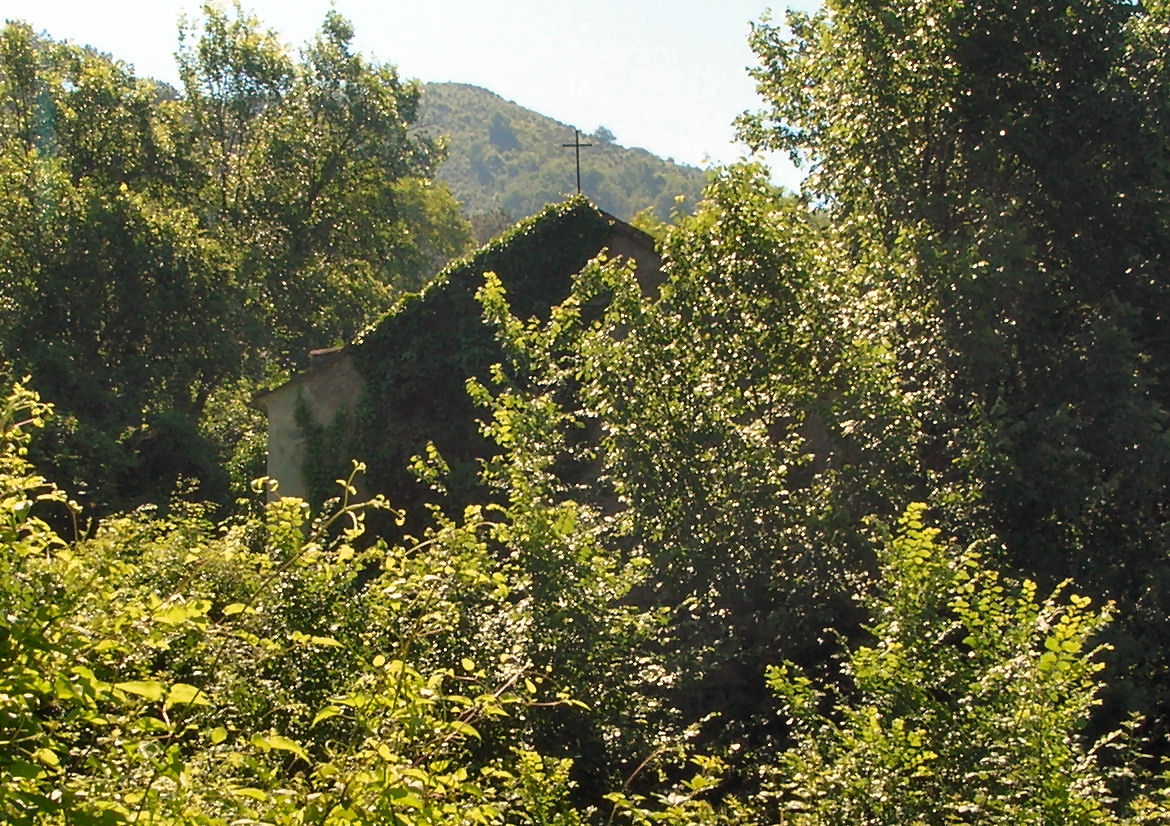
I ruderi della chiesa nascosti dalla vegetazione
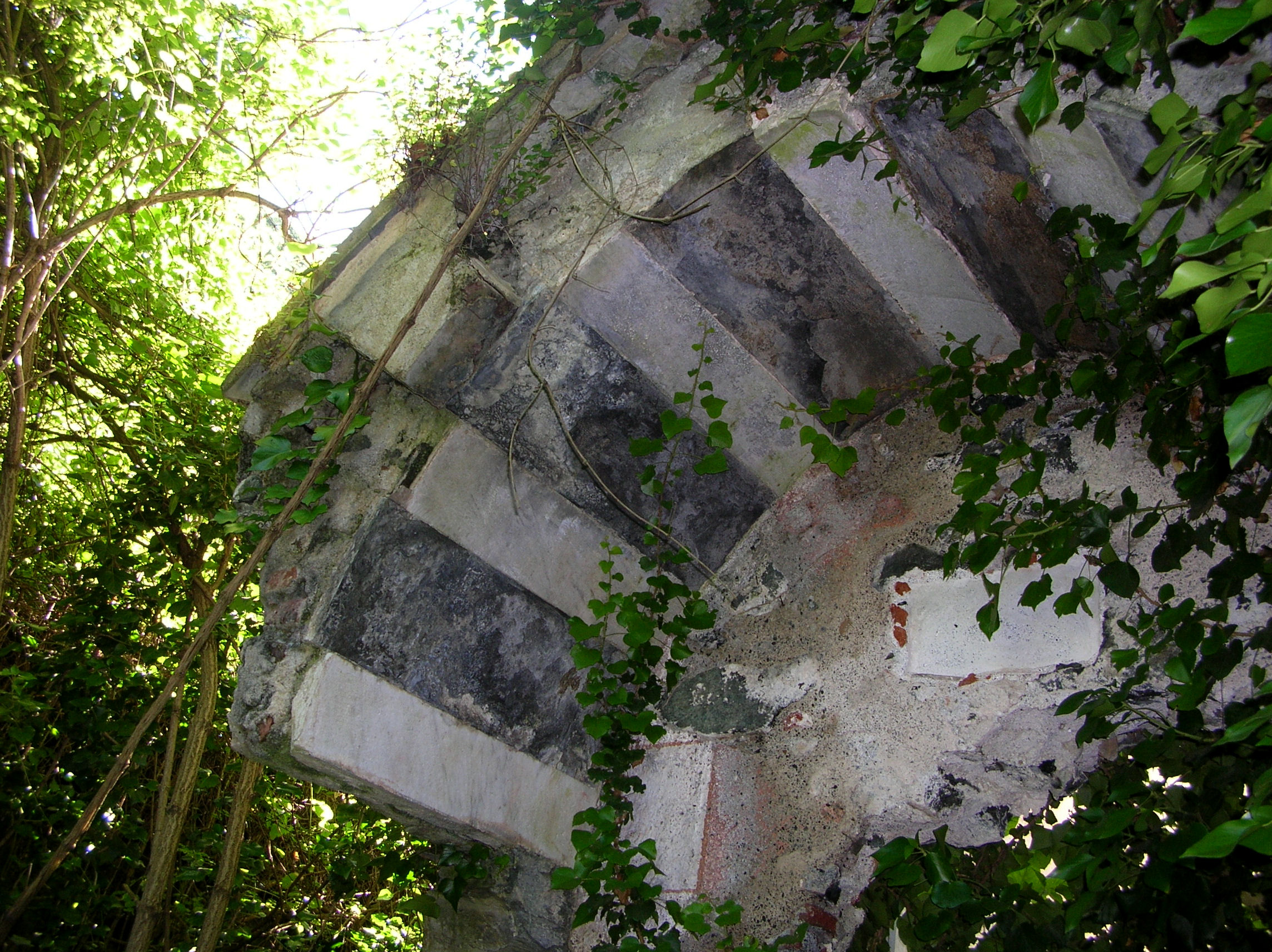
La tomba all'esterno della chiesa come si presenta oggi
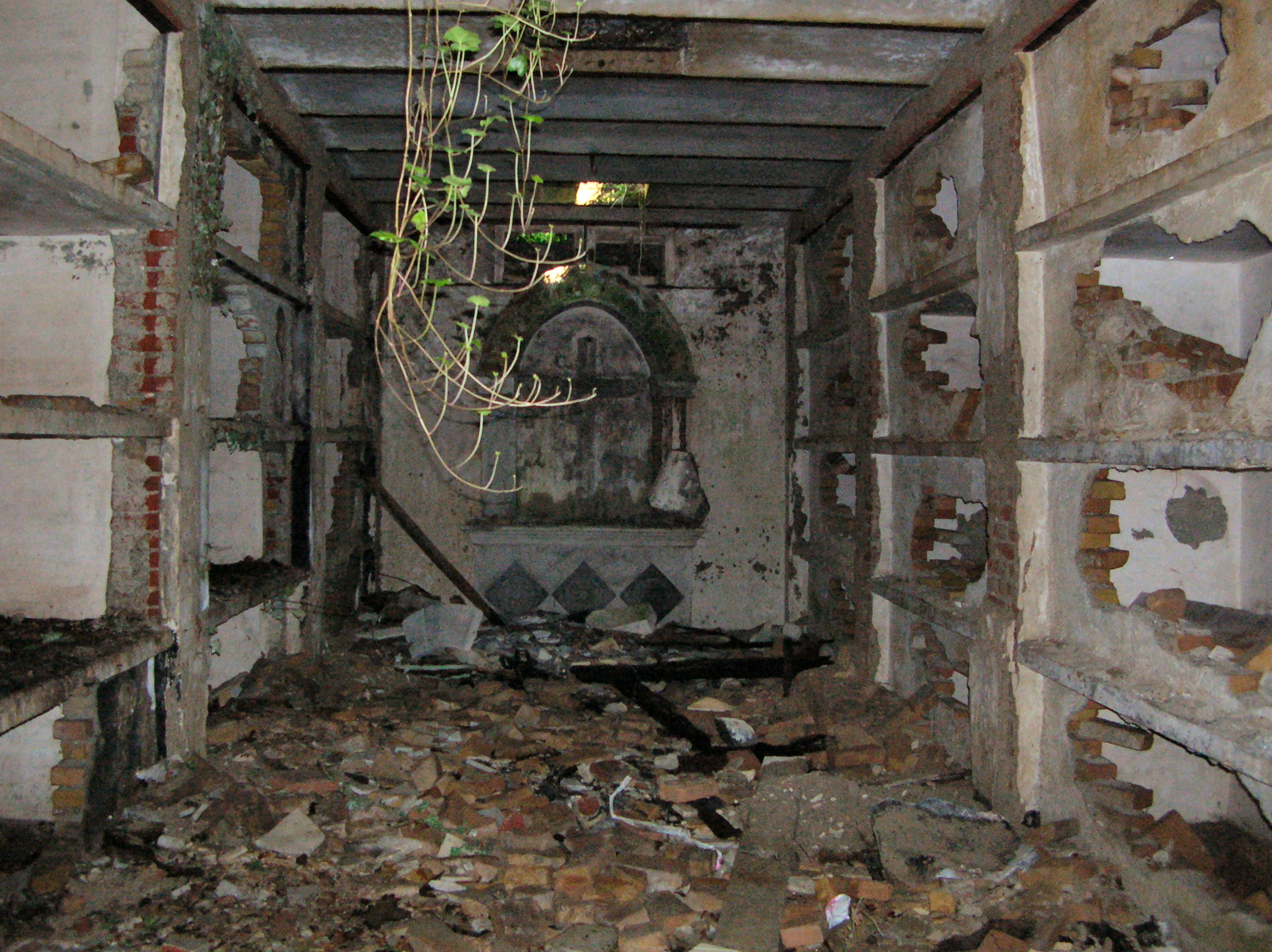
L'interno della cripta
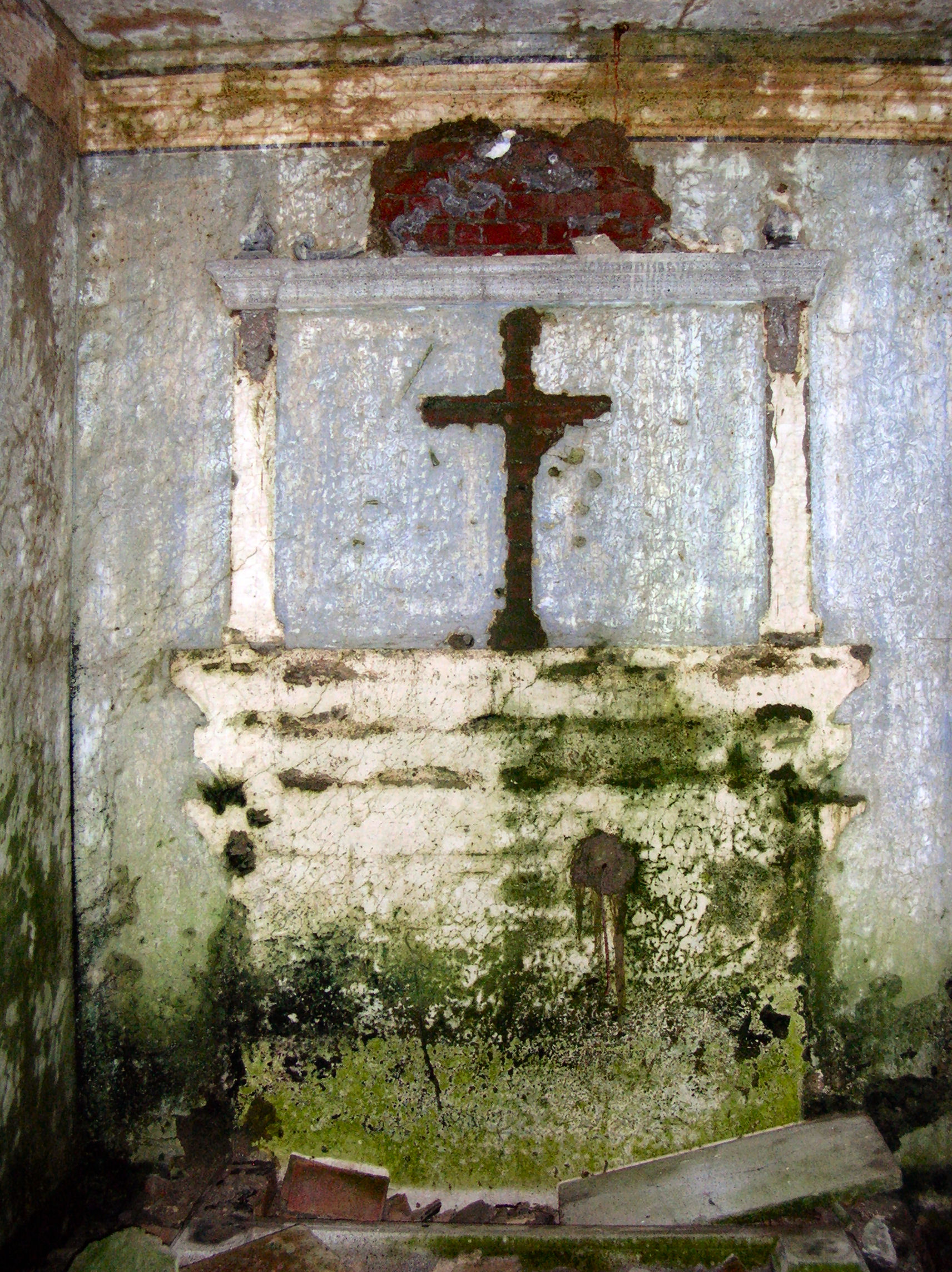
Nell'anticamera della cripta restano i segni del posizionamento dell'altare scomparso
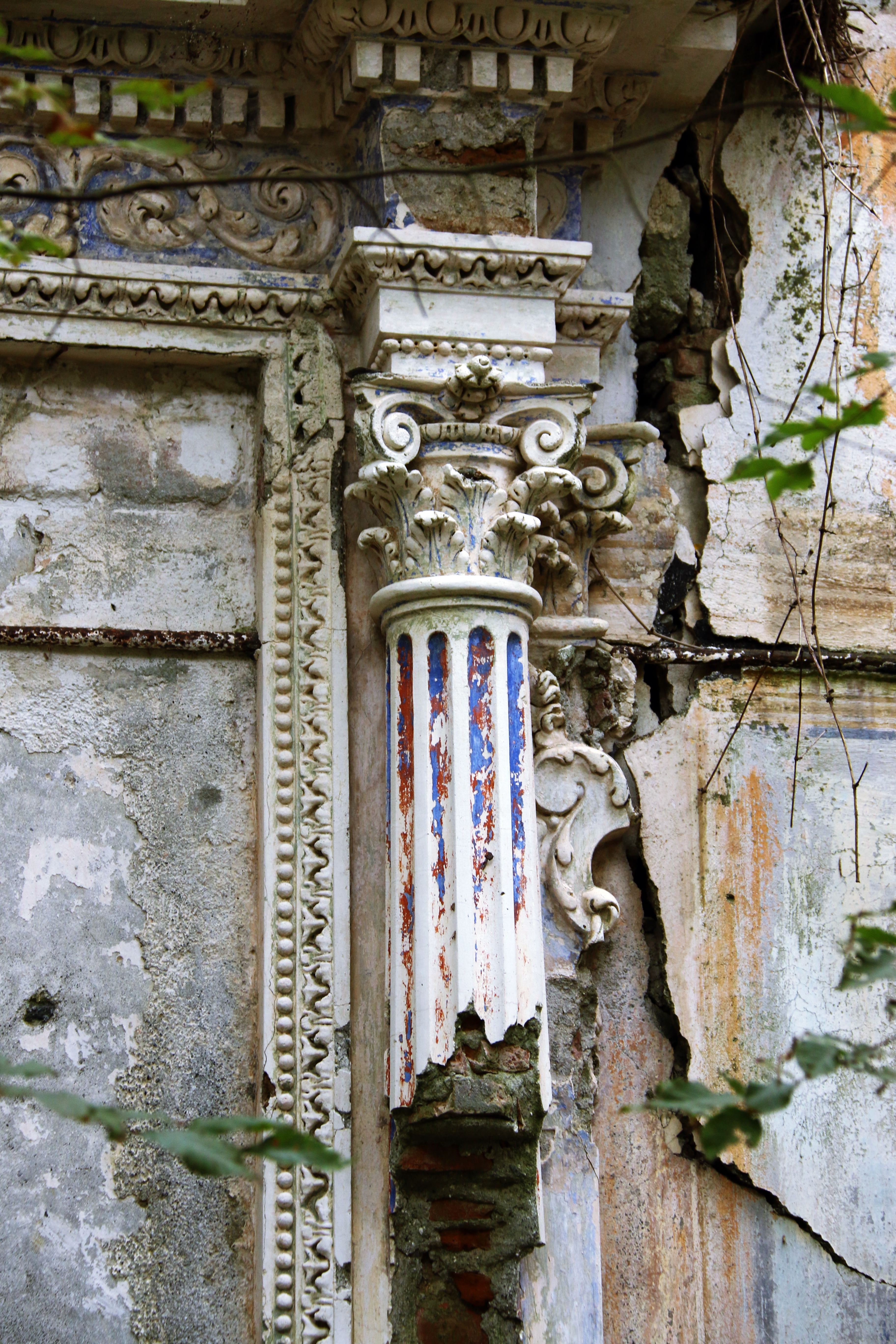
Resti della chiesa

## Come arrivare
Il sito può essere raggiunto da Borzoli: partendo dalla stazione ferroviaria si raggiunge la chiesa di S. Stefano, imboccando subito via Rivassa, che presto diventa sterrata e poi sentiero. Superato il fosso Battestu, su una passerella metallica si raggiungono alcune case da dove seguendo il segnavia FIE si percorre via San Rocco di Borzoli e poi via Cassinelle, passando accanto all'ex cappella di San Rocco (oggi abitazione privata) e si arriva in poco più di un chilometro ai ruderi dell'abbazia. In alternativa via S. Rocco di Borzoli può essere raggiunta da Sestri Ponente percorrendo via del Priano. Lo stato di manutenzione del percorso, dopo gli interventi di ripristino del tracciato nel 2021, è ottimale.
I ruderi dell'abbazia possono essere raggiunti anche dalla strada militare di Borzoli, che conduce alla discarica di Scarpino, attraverso un sentiero in discesa segnalato con segnavia = rosso, che inizia dalla sella fra i monti Rocca dei Corvi Sud e Teiolo, nei pressi della cappelletta del Teiolo.